# معركة دير سنيد
معركة دير سنيد هي إحدى معارك الثورة الفلسطينية الكبرى (1936–1939) ضد قوات الانتداب البريطاني على فلسطين. وقعت في عام 1938م قرب قرية دير سنيد شمال غزة، وشارك فيها مئات الثوار الفلسطينيين مدعومين بمتطوعين من السعودية، في مواجهة قوات بريطانية مدججة بالسلاح.

## خلفية
مع اندلاع الثورة الفلسطينية الكبرى في نيسان/أبريل 1936م، توسعت العمليات ضد قوات الانتداب البريطاني والمستوطنات الصهيونية. وتميزت منطقة غزة والقرى الشمالية مثل دير سنيد، بيت لاهيا، وبيت حانون بكونها مراكز مهمة لتمركز الفصائل الثورية، نظرًا لموقعها الحيوي على الطريق الساحلي بين يافا وغزة.

## أحداث المعركة
في عام 1938م شن الثوار هجومًا مباغتًا على موقع عسكري بريطاني قرب دير سنيد.
- بلغ عدد المهاجمين نحو خمسين مقاتلاً مسلحين ببنادق خفيفة وقنابل يدوية.
- فاجأوا الحامية البريطانية واشتبكوا معها لساعات طويلة.
- أرسلت القوات البريطانية تعزيزات من غزة مزودة بالمدرعات، مما أجبر الثوار على الانسحاب بعد مقاومة عنيفة.
- أسفرت المعركة عن استشهاد عدد من الثوار (قدرت المصادر المحلية بالعشرات)، بينما تكبد البريطانيون عدة قتلى وجرحى.[3]

## النتائج
- أظهرت المعركة قدرة الثوار على شن هجمات منظمة ضد مواقع عسكرية محصنة.
- عززت الروح المعنوية للفلسطينيين في جنوب فلسطين، وشجعت القرى المجاورة على دعم الثورة.
- شارك فيها متطوعون من السعودية ضمن دعم العرب للثورة الفلسطينية.[4]
- دفعت سلطات الانتداب البريطاني إلى فرض إجراءات عقابية مشددة على أهالي غزة والقرى الشمالية مثل الغرامات والاعتقالات.

## أهمية المعركة
تعتبر معركة دير سنيد من المعارك التي توثق دور القرى الفلسطينية في الثورة الكبرى، حيث واجه المقاتلون قوة عسكرية تفوقهم تسليحًا وتنظيمًا. كما تؤكد على دور المتطوعين العرب وخاصة من السعودية في دعم القضية الفلسطينية منذ بداياتها.